# Люїс (округ, Кентуккі)
Шаблон:StateAbbr_ 38°32′ пн. ш. 83°23′ зх. д. / 38.53° пн. ш. 83.39° зх. д.
О́круг Лью́їс (англ. Lewis County) — округ (графство) у штаті Кентуккі, США. Ідентифікатор округу 21135.

## Історія
Округ утворений 1806 року.

## Демографія
За даними перепису
2000 року
загальне населення округу становило 14092 осіб, усе сільське.
Серед мешканців округу чоловіків було 7009, а жінок — 7083. В окрузі було 5422 домогосподарства, 4049 родин, які мешкали в 6173 будинках.
Середній розмір родини становив 2,98.
Віковий розподіл населення поданий у таблиці:
| Стать    | До 15 років | 15-21 | 22-29 | 30-39 | 40-49 | 50-65 | 65-85 | Понад 85 |
| -------- | ----------- | ----- | ----- | ----- | ----- | ----- | ----- | -------- |
| Чоловіки | 1511        | 693   | 782   | 1061  | 1039  | 1144  | 705   | 74       |
| Жінки    | 1408        | 698   | 758   | 1057  | 1021  | 1164  | 854   | 123      |

## Суміжні округи
- Адамс, Огайо — північ
- Сайото, Огайо — північний схід
- Ґрінап — схід
- Картер — південний схід
- Роуен — південь
- Флемінґ — південний захід
- Мейсон — захід

## Виноски
1. ↑  U.S. Decennial Census. United States Census Bureau. Архів оригіналу за 4 квітня 2018. Процитовано 17 серпня 2014.
2. ↑  Historical Census Browser. University of Virginia Library. Архів оригіналу за 11 серпня 2012. Процитовано 17 серпня 2014.
3. ↑  Population of Counties by Decennial Census: 1900 to 1990. United States Census Bureau. Архів оригіналу за 13 жовтня 2014. Процитовано 17 серпня 2014.
4. ↑  Census 2000 PHC-T-4. Ranking Tables for Counties: 1990 and 2000 (PDF). United States Census Bureau. Архів оригіналу (PDF) за 18 грудня 2014. Процитовано 17 серпня 2014.
5. ↑  State & County QuickFacts. United States Census Bureau. Архів оригіналу за 7 червня 2011. Процитовано 6 березня 2014.(англ.) Наведено за англійською вікіпедією.
6. ↑  American FactFinder. Бюро перепису населення США. Архів оригіналу за 26 лютого 2012. Процитовано 31 січня 2008.

| США | Це незавершена стаття з географії США. Ви можете допомогти проєкту, виправивши або дописавши її. |